# Durlo
Durlo è una frazione del comune di Crespadoro, in provincia di Vicenza. Situata nell'alta valle del Chiampo, nelle Prealpi vicentine al confine tra le province di Vicenza, Verona e Trento, la località fu in passato comune autonomo dal XIV secolo fino al 1815.

## Storia
Ritrovamenti archeologici presso il caratteristico cono vulcanico perfettamente regolare noto come Purga di Durlo fanno ipotizzare che il territorio fosse insediato già in epoca preistorica, almeno fin dall'età del ferro. Il toponimo purga peraltro richiama le parole cimbre purk o burgh, indicanti un castello o luogo fortificato. Infatti, sopra le rocce della bocca eruttiva, sono presenti resti di una torre, mentre più in basso vi sono tracce di mura protettive, che secondo la tradizione locale apparterrebbero ad un antichissimo castello, poi divenuto castrum romano e luogo d'avvistamento del dominio longobardo.
Nel 1326, su concessione di Cangrande della Scala, venne costituito il Comune di Durlo. I confini furono confermati dai Visconti nel 1387. Il territorio passò alla Serenissima Repubblica di Venezia nel 1404. Nel 1451 scoppiò una feroce lite per i confini tra veronesi e vicentini per le montagne di Durlo, Vulpuano e altre poste vicine: al tal fine , la Serenissima incaricò il giudice Barbone Morosini di dirimere la controversia. A partire dal 1632 iniziò un'altra controversia, allorché la famiglia Da Porto Barbaran acquisì la montagna Alba (oggi chiamata Monte Porti), che gli abitanti di Durlo rivendicavano come proprietà della comunità in base ad una patente del 1327. L'esito delle numerose cause giudiziarie fu altalenante, fino a raggiungere l'apice nel 1722 quando i durlesi si ribellarono in massa scacciando i Da Porto Barbaran, i loro dipendenti e un manipolo di soldati, oltre a respingere tutti gli emissari della Serenisdima, che dovette far intervenire l'Inquisizione di Stato: la comunità venne assediata ed isolata, tanto che dovette arrehdersi. Il comune venne smembrato nei quattro colonnelli (quartieri) di cui era composto, ma data la loro esiguità finirono per accumulare molti debiti per le necessità amministrative e i tributi dovuti: per tali moltivi, nel 1741 tre colonnelli decisero di riunirsi e, successivamente alla caduta della dominazione napoleonica, venneno tutti accorparti al comune di Crespadoro.
Nel 1815 il comune di Durlo con Campodalbero fu inglobato in quello di Crespadoro.

## Monumenti e luoghi d'interesse
La chiesa di Santa Margherita Vergine e Martire risale al XIII secolo, divenendo chiesa parrocchiale autonoma nelle Rationes decimarum del 1297-1303. L'edificio fu restaurato in diverse occasioni, finché nel 1792 venne demolito e poi ricostruito. La nuova chiesa venne consacrata il 15 ottobre 1882.
Il monumento ai caduti di Durlo venne inaugurato nel 1922.